# Hòn Đồi Mồi
Hòn Đồi Mồi là một hòn đảo nhỏ ven biển phía tây đảo Phú Quốc nằm trong vịnh Thái Lan thuộc xã Gành Dầu, thành phố Phú Quốc, tỉnh Kiên Giang, Việt Nam.
Hòn Đồi Mồi cách bờ biển Bãi Dài của Phú Quốc 1 km. Diện tích khoảng 2.500 m².